# Narcis Coman
Narcis Coman (n. 5 noiembrie 1946, Giurgiu, România), pe numele real Narciz Răduț Coman, este un fotbalist român retras din activitate. A fost primul portar desemnat cel mai bun fotbalist român al anului în 1978.

## Educație
A absolvit Școala Gimnazială nr. 3 din Giurgiu. În al doilea an de liceu a renunțat la studii pentru a se dedica fotbalului.

## Carieră
În 1961 a fost legitimat la Olimpia Giurgiu, la 15 ani, sub îndrumarea lui Marin Anastasovici, iar primul pas spre fotbalul organizat l-a făcut în cadrul Asociației Voința Giurgiu. În 1965 a debutat la UTA, fiind în lotul UEFA de tineret al României, apoi a jucat la FC Argeș, Dinamo, Steaua și CS Târgoviște. În Naționala de fotbal a României a jucat pentru prima dată în 1967.
Între 1968 și 1970 a jucat la Dinamo, în 30 de meciuri. A urmat o prezență scurtă la Dunărea Giurgiu și transferul la Steaua București, unde a evoluat patru sezoane (1970-1974).

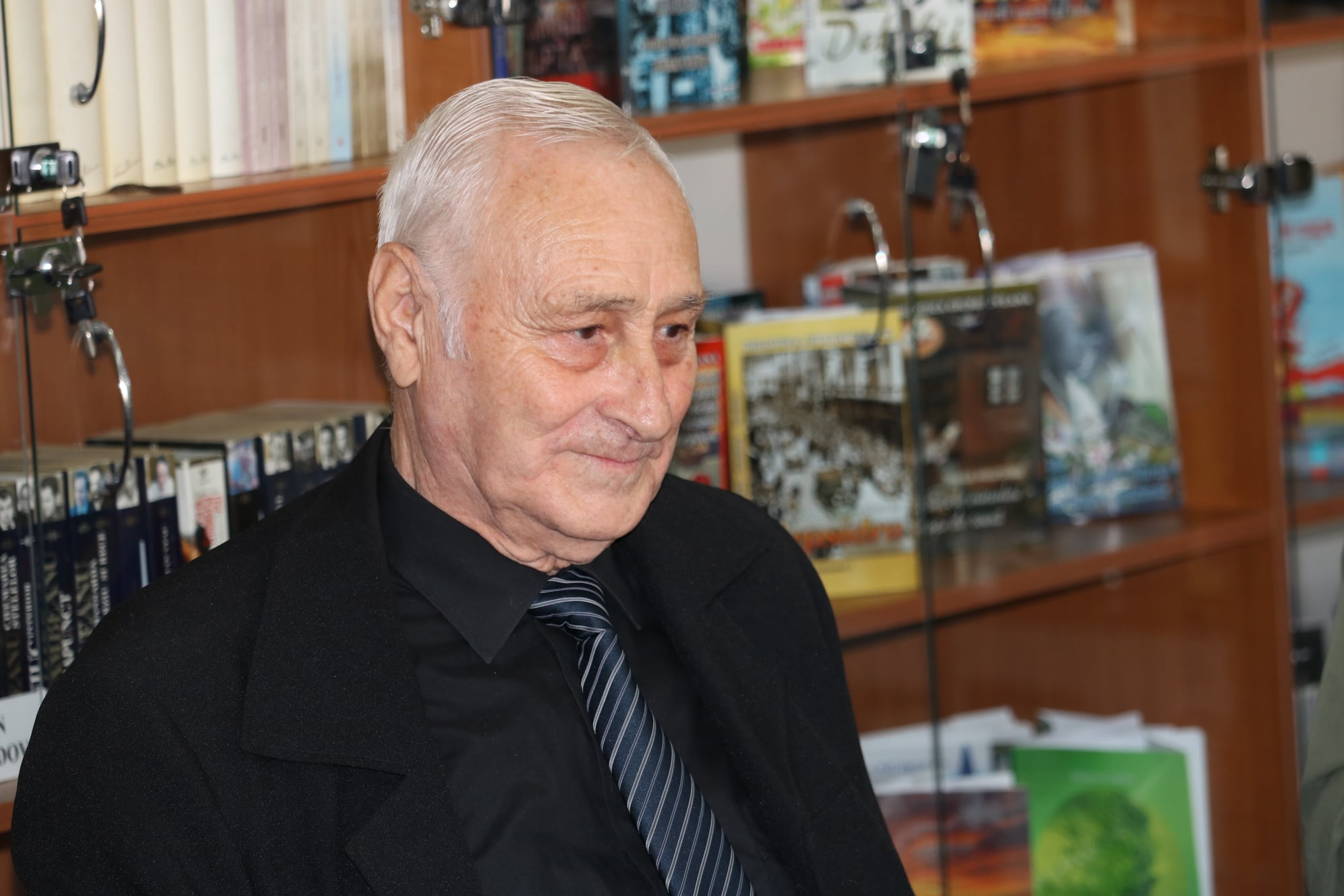
Narcis Coman la împlinirea vârstei de 75 de ani

Pe 5 noiembrie 2021, la împlinirea vârstei de 75 de ani, Narcis Coman a fost sărbătorit la Biblioteca Județeană „I. A. Bassarabescu” din Giurgiu, prilej cu care a avut loc lansarea volumului Narcis Coman - prin viață, fără mănuși, o biografie a fostului fotbalist, autor Gelu Brebenel (reeditare în Colecția Biblioteca Giurgiuveană, 2021). Prima ediție a fost lansată în 2017.
Este menționat în cartea lui Gabriel Degeratu, jurnalist de televiziune, Fotbal sub Turnul Chindiei, în cel de-al doilea volum, Cei mai frumoși ani, ca fiind un jucător reprezentativ pentru CS Târgoviște și pentru istoria fotbalului târgoviștean.
A evoluat în 214 meciuri în prima ligă și a avut 12 selecții în echipa națională a României.
Narcis Coman a revenit pe terenul de fotbal după 1996, ca antrenor al echipei de juniori a Clubului Dunărea Giurgiu. În 2004 a refuzat oferta primită din Qatar, unde urma să fie antrenor al portarilor. Scopul lui de atunci a fost să promoveze echipa din Giurgiu în Divizia B, ceea ce s-a întâmplat în 2005.

## Premii
A obținut Cupa României în 1970-1971, cu echipa Steaua.
În 1978 a obținut titlul de fotbalistul român al anului, la 32 de ani, când era portar la CS Târgoviște.
Maestru emerit al sportului, este prezent în Enciclopedia Personalităților Hubner Who’s Who.
A fost decorat cu Ordinul „Meritul Sportiv“ clasa a III-a în 2008 și premiat cu diploma de onoare în cadrul Galei Ligii Profesioniste de Fotbal în 2010.
Din anul 2012 Narcis Coman este Cetățean de onoare al municipiului Giurgiu.

### Citat despre Narcis Coman
„Om de lume, Narcis este iubit de milioane de microbiști, iar prietenii lui sunt atât de mulți că nu-i poți înghesui într-un stadion. Marele portar nu a fost însă un habotnic al fotbalului. El a împletit dăruirea sa pentru acest joc minunat cu viața, cu tot ce e mai frumos în trecerea prin timp a omului. Lui Narcis nu i-au lipsit carafele de Murfatlar și nici fetele frumoase, de-asta i s-a spus că-i un haiduc în fotbalul românesc, dar niciodată nu și-a trădat, din pricina lor, dragostea și dăruirea cedate în totalitate și iremediabil fotbalului. Acest distins sportiv a gustat din cupa marelui succes, dar, spre sfârșitul  carierei, și mai cu seamă acum, la vârsta când ar trebui ca toți cei care iubesc fotbalul să-l venereze, printre noi se găsesc și câte unii care-l fac uitat! Eu, unul, sunt mândru că l-am cunoscut pe marele portar Narcis Coman și sunt bucuros că mă pot îmbrățișa cu el ca vechi și neostenit prieten. O carte scrisă despre viața acestui distins sportiv mi se pare prea puțin, dacă mă gândesc la ce a făcut el pentru fotbalul românesc. Dar, oricum, colegul meu - ziaristul și scriitorul Gelu Brebenel - face un gest lăudabil, un gest de recunoaștere a unei stele din sportul românesc! (Dr. Dan Tănăsescu)”